# Chiesa di Sant'Antonio Abate (Malalbergo)
La chiesa di Sant'Antonio Abate è la parrocchiale di Malalbergo, in città metropolitana ed arcidiocesi di Bologna; fa parte del vicariato di Galliera.

## Storia
Si sa che la primitiva chiesa di Malalbergo fu edificata nel XIV secolo in prossimità del canale Navile, il quale era molto importante per gli scambi commerciali tra Ferrara e Bologna. La chiesa era spesso distrutta dalle inondazioni del Navile e, per questo, veniva non di rado ricostruita. Nel 1790 furono condotti importanti lavori di idraulica sul canale e si rese necessario alzare il livello della strada ed anche la chiesa subì un intervento di rifacimento. Il 19 aprile 1945 l'edificio fu distrutto pressoché totalmente da un bombardamento anglo-americano e, allora, i fedeli furono costretti ad assistere alle cerimonie religiose in una stanza di un palazzo situato nelle vicinanze della chiesa. L'attuale parrocchiale venne edificata tra il 1952 ed il 1953 e consacrata nell'aprile di quello stesso anno dall'arcivescovo Giacomo Lercaro. Infine, nel 1997 fu collocato il nuovo altare rivolto verso l'assemblea.

## Interno
Opere di pregio custodite all'interno della chiesa sono una tela seicentesca di Bartolomeo Massari raffigurante la Madonna col Bambino e i Santi Francesco d'Assisi e Antonio Abate ed una pala d'altare il cui soggetto è la Natività di San Giovanni Battista, dipinta nel 1750 dalla bolognese Lucia Casalini Torelli.